# Erich Rutemöller
Erich Rutemöller (né le 8 février 1945 à Recke) est un footballeur puis entraîneur de football de nationalité allemande.